# Шатровидный бацинет

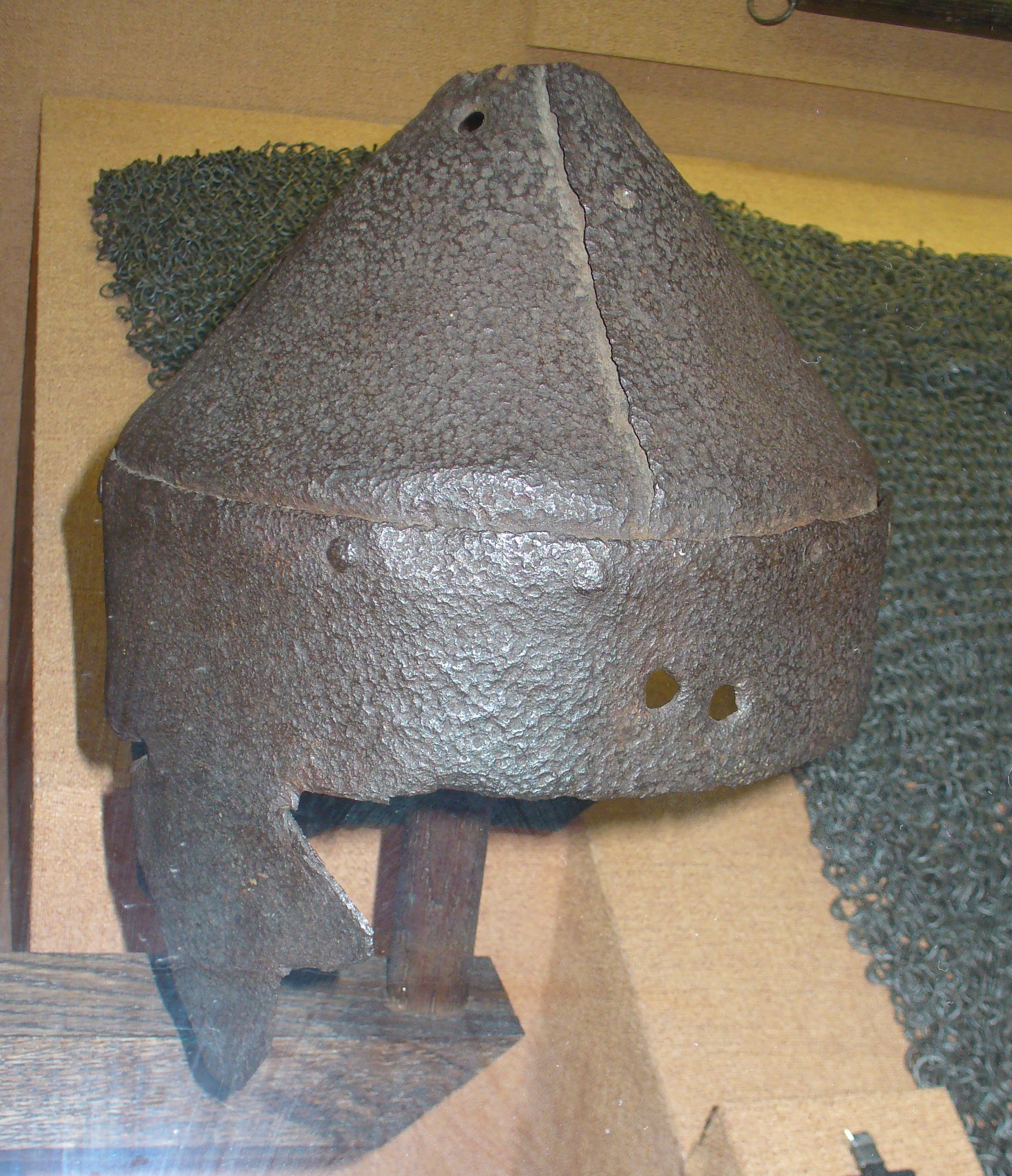
Шлем из Белой Калитвы, XIV век

Шатрови́дный бацине́т — тип шлема, имевшего хождение в Восточной Европе в XIV—XV веках.
Шлемы данного типа характеризовались цилиндроконической формой тульи. Нижняя цилиндрическая часть — венец — иногда немного расширялась книзу. Верхняя часть представляла собой конус с прямыми или вогнутыми образующими. Граница между верхней и нижней частью тульи была чётко выражена.
Согласно предположению К. А. Жукова, после татаро-монгольского нашествия цилиндроконические шлемы получили распространение на Руси, что связано с их относительной простотой изготовления и высокими защитными свойствами. С русским влиянием, в соответствии с его мнением, связано распространение подобных шлемов в других регионах Восточной Европы.
Данный тип был выделен на основе нескольких археологических находок и изобразительных источников. Шлем из Миельно датируется второй половиной XIV — началом XV века. Он характеризуется венцом в виде усечённого конуса, слегка расширяющегося книзу. Верхняя часть тульи — в виде конуса с вогнутыми образующими, переходящего в трубчатое навершие. Шлем увенчан небольшим штырём. По нижнему краю венца пробиты отверстия, предназначенные, вероятно, для крепления подшлемника и бармицы. На барельефе в замке Мальброк, датируемом 1300-ми годами, на одном из литовских воинов изображён похожий шлем, снабжённый бармицей.
Польский шлем из Торуни, датируемый второй половиной XIV века, по форме схож со шлемом из Миельно, но отличается более глубоким венцом и наличием трапециевидного лицевого выреза. По нижнему краю венца также пробиты отверстия для подшлемника, а для крепления бармицы служат пятигранные втулки, закреплённые на венце на уровне верхней границы лицевого выреза. Сохранилась правая петля для крепления забрала, вероятно, типа хундсгугель. Шлем из Городца, атрибутируемый как русский, второй половины XIV — начала XV века, схож с шлемом из Торуни, но отличался отсутствием забрала. Бармица крепилась с помощью втулок, расположенных у нижнего края шлема. Общая высота шлема составляет 290 мм, диаметр — 220×215 мм, высота лицевого выреза — 5,5 см толщина металла — 1—2 мм. Венец шлема свёрнут из одного листа металла, склёпанного 3 заклёпками; коническая часть также свёрнута из одного листа, закреплённого 5 заклёпками. Верхняя часть тульи приклёпана впотай к нижней изнутри с помощью 8 заклёпок. В верхнее отверстие тульи вставлено навершие — короткий металлический стержень.
Подобные шлемы имели хождение на Руси, в Польше, Литве и Пруссии. В письменных источниках они упоминаются как storczhelme и spiczgehelme.
Близкими к данному типу являются шлемы из Белой Калитвы и Торжка, атрибутируемые как русские и датируемые XIV веком. Шлем из Белой Калитвы отличается грубой работой и, возможно, был принадлежностью простого воина. Его высота — 23 см, диаметр — 22 см. Шлем из Торжка отличается цилиндрическим венцом и конической верхней частью, переход между ними скруглён. На венце — лицевой вырез высотой 4 см. Полная высота шлема — 22 см, диаметр — 24—22 см. Толщина металла — 2,5 мм, что значительно больше, чем у шлемов предшествующего периода (у которых она, как правило, не превышает 1,5 мм). Шлем увенчан четырёхлепестковым навершием с коротким шпилем. Для крепления бармицы предназначены 11 втулок, для крепления подшлемника — отверстия. Шлем был позолочен.